# Chaetodon nigropunctatus
Chaetodon nigropunctatus е вид бодлоперка от семейство Chaetodontidae. Видът не е застрашен от изчезване.

## Разпространение и местообитание
Разпространен е в Бахрейн, Ирак, Иран, Катар, Кувейт, Обединени арабски емирства, Оман и Саудитска Арабия.
Обитава крайбрежията и пясъчните дъна на океани, морета, заливи, лагуни и рифове. Среща се на дълбочина от 3 до 15 m.

## Описание
На дължина достигат до 14 cm.
Популацията на вида е стабилна.